# Lee Song-hee-il
Dans ce nom coréen, le nom de famille, Leesong, précède le nom personnel.
Lee Song-hee-il (hangeul : 이송희일) est un réalisateur et scénariste sud-coréen, né le 1er janvier 1971 à Iksan. Il est considéré comme le premier réalisateur à avoir réalisé un long métrage sur l'homosexualité en Corée du Sud.

## Biographie

### Jeunesse et formation
Lee Song-hee-il naît le 1er janvier 1971 à Iksan.
Il assiste à l'université nationale Chonbuk, d'où il sort diplômé en sociologie.

### Carrière
Lee Song-hee-il étudie dans une société indépendante qui produit des films. De 1995 à 2000, il est membre d'un groupe indépendant Youth Film et fait de nombreux courts métrages qui vont être projeté dans de nombreux festivals nationaux et internationaux.
En 1998, il commence sa carrière en réalisant un court métrage, Everyday like a Sunday.
En août 2007, il est choisi comme membre du jury pour la douzième édition du festival international du film de Pusan pour décerné le prix Sonje pour le meilleur court métrage et documentaire en compagnie du réalisateur Choi-ha Dong-ha et du producteur Kim Il-kwon.
En 2009, il réalise le film Break Away (탈주), et participe même au montage du film.
En 2012, il tourne une trilogie de courts métrages. Le premier est White Night (백야) qui explore le traumatisme psychologique de deux hommes ayant fait exil à la suite d'une agression homophobe survenue deux ans auparavant. Le réalisateur s'est inspiré d'un événement qui a lieu à Jongno en 2011. Le second, Suddenly, Last Summer (지난여름, 갑자기) raconte l'histoire d'un lycéen qui dévoile son homosexualité à son professeur, inspiré d'un fait réel qui s'est produit dans un lycée et le troisième, Going South (남쪽으로 간다) traite sur l'homosexualité dans l'armée.
En 2014, il réalise son quatrième long métrage Night Flight 야간비행, traitant l'homophobie et le harcèlement scolaire très répandu dans la société coréenne. Il s'est inspiré d'un fait réel qui s'est produit en 1998.

## Filmographie

### Réalisateur

#### Longs métrages
- 2006 : No Regret (후회하지 않아)
- 2009 : Short! Short! Short! (황금시대)
- 2009 : Break Away (탈주)
- 2014 : Night Flight (야간비행)
- 2022 : Swallow (제비)

#### Courts métrages
- 1998 : Everyday Like A Sunday (언제나 일요일같이)
- 2000 : Sugar Hill (슈가 힐)
- 2001 : Good Romance (굿 로맨스)
- 2002 : Four Letter Words (사자성어)
- 2003 : Say That You Want to Fuck With Me (나랑 자고 싶다고 말해봐)
- 2005 : Camellia Project: Three Queer Stories at Bogil Island (동백꽃)
- 2012 : White Night (백야)
- 2012 : Suddenly, Last Summer (지난여름, 갑자기)
- 2012 : Going South (남쪽으로 간다)
- 2016 : Following (미행)

### Scénariste

#### Longs métrages
- 2006 : No Regret (후회하지 않아)
- 2009 : Short! Short! Short! (황금시대)
- 2009 : Break Away (탈주)
- 2014 : Night Flight (야간비행)
- 2022 : Swallow (제비)

#### Courts métrages
- 2000 : Sugar Hill (슈가 힐)
- 2001 : Good Romance (굿 로맨스)
- 2002 : Four Letter Words (사자성어)
- 2005 : Camellia Project: Three Queer Stories at Bogil Island (동백꽃)
- 2016 : Following (미행)

### Monteur

#### Longs métrages
- 2006 : No Regret (후회하지 않아)
- 2022 : Swallow (제비)

#### Courts métrages
- 2000 : Sugar Hill (슈가 힐)
- 2001 : Good Romance (굿 로맨스)
- 2016 : Following (미행)

## Récompenses
- Director's Cut Awards 2006 : meilleur réalisateur de film indépendant pour No Regret
- Outfest 2013 : grand prix du jury pour Going South
- Festival du film d'Amsterdam CinemAsia 2014 : prix du jury CinemAsia pour Night Flight